# District Tachtamoekajski
District Tachtamoekajski (Russisch: Тахтамука́йский райо́н) is een district in het uiterste noordwesten van de Russische autonome republiek Adygea. Het district heeft een oppervlakte van 440 vierkante kilometer en een inwonertal van 69.662 in 2010. Het administratieve centrum bevindt zich in Tachtamoekaj.
Bestuurlijk centrum: Majkop

Stad: Adygejsk

Districten: Giaginski · Kosjechablski · Krasnogvardejski · Majkopski · Sjovgenovski · Tachtamoekajski · Teoetsjezjski